# Issay Dobrowen
Issay Alexandrovich Dobrowen (en russe : Исай Александрович Добровейн), né Itschok Zorachovitch Barabeitchik le 27 février [OS 15 février] 1891 à Nijni Novgorod (dans l'Empire russe) et mort le 9 décembre 1953 à Oslo (Norvège), est un pianiste, compositeur et chef d'orchestre russe et soviétique qui a quitté l'Union soviétique en 1922 et est devenu citoyen norvégien en 1929.